# Барбе Серу
Барбе Серу (фр. Barbey-Seroux) насеље је и општина у североисточној Француској у региону Лорена, у департману Вогези која припада префектури Сен Дије де Вогез.
По подацима из 2011. године у општини је живело 142 становника, а густина насељености је износила 19,4 становника/km². Општина се простире на површини од 7,32 km². Налази се на средњој надморској висини од 600 метара (максималној 870 m, а минималној 545 m).

## Демографија
| 1962. | 1968. | 1975. | 1982. | 1990. | 1999. | 2011. |
| ----- | ----- | ----- | ----- | ----- | ----- | ----- |
| 138   | 121   | 109   | 111   | 115   | 116   | 142   |

График промене броја становника у току последњих година